# Anders Myrvold
Anders Myrvold (* 12. August 1975 in Lørenskog) ist ein norwegischer Eishockeyspieler (Verteidiger), der zuletzt bis 2011 bei Frisk Asker in der GET-ligaen unter Vertrag stand.

## Spielerkarriere
Ander Myrvold begann seine Karriere in der Nachwuchsabteilung von Furuset IF. Von dort aus wechselte er zur Storhamar IL, für deren Profimannschaft er in der Saison 1991/92 sein Debüt in der norwegischen Eliteserien gab. Anschließend schloss er sich der Nachwuchsabteilung des schwedischen Clubs Färjestad BK an, für dessen Profiteam er in der Saison 1992/93 auch in der schwedischen Elitserien eingesetzt wurde. Beim NHL Entry Draft 1993 wurde der Linksschütze schließlich als 127. in der fünften Runde von den Québec Nordiques ausgewählt. Zunächst verbrachte er jedoch die Saison 1993/94 in der zweiten schwedischen Spielklasse, der Division 1, beim Gurums IK. In der Saison 1994/95 spielte er für die Titan de Laval, die ihn beim CHL Import Draft 1993 an insgesamt 30. Stelle und damit ersten Norweger in der Geschichte des Drafts ausgewählt hatten, in der kanadischen Juniorenliga QMJHL, wo er sich mit 78 Scorerpunkten, davon 18 Tore, in insgesamt 84 Spielen auszeichnen konnte. Anschließend wurde er in das All-Rookie Team der QMJHL und der Canadian Hockey League gewählt.
Seine ersten Einsätze in der National Hockey League absolvierte Myrvold schließlich in der Spielzeit 1995/96 für die Colorado Avalanche, für deren Farmteam Cornwall Aces er zuvor schon in der American Hockey League gespielt hatte. Zur Saison 1996/97 wechselte der Defensivmann gemeinsam mit Landon Wilson im Tausch für ein Erstrunden-Wahlrecht im NHL Entry Draft 1998 zu den Boston Bruins. Doch auch hier konnte er sich nicht durchsetzen und spielte überwiegend für deren AHL-Farmteam Providence Bruins, sodass er schließlich 1998 nach Schweden zurückkehrte. Nach drei Jahren bei Djurgårdens IF und dem AIK Solna wechselte Myrvold erneut nach Nordamerika, wo er für die New York Islanders und deren Farmteam Springfield Falcons auf dem Eis stand. 
Weitere Stationen des Norwegers waren in den folgenden Jahren der HC Fribourg-Gottéron aus der Schweizer Nationalliga A, die Adler Mannheim aus der DEL sowie die Detroit Red Wings aus der NHL, wobei er bei seinem erneuten Versuch in der NHL Fuß zu fassen erneut scheiterte und fast ausschließlich für Detroits AHL-Farmteam Grand Rapids Griffins spielte. Von 2004 bis 2008 stand er bei Vålerenga IF aus Oslo unter Vertrag und wurde mit seiner Mannschaft 2005, 2006 und 2007 drei Mal in Folge Norwegischer Meister. Einzig in der Saison 2005/06 spielte er kurzzeitig für die ZSC Lions in der Schweizer NLA und deren Farmteam GCK Lions aus der NLB. Zur Saison 2008/09 wechselte der Norweger innerhalb der höchsten norwegischen Spielklasse zu den Stavanger Oilers, für die er in insgesamt 50 Spielen sieben Tore erzielte und 24 Vorlagen gab. Die Saison 2009/10 verbrachte er bei Stjernen. In der Saison 2010/11 stand er für Frisk Asker in der GET-ligaen auf dem Eis. Anschließend beendete er seine Karriere, kehrte aber im September 2017 noch einmal für ein Spiel bei seinem Ex-Verein Vålerenga IF auf das Eis zurück.

### International
Für die Norwegen nahm Myrvold im Juniorenbereich an den U18-Junioren-Europameisterschaften 1991, 1992 und 1993 sowie den U20-Junioren-B-Weltmeisterschaften 1993, 1994 und 1995 teil. Bei allen drei Turnieren bei den U20-Weltmeisterschaften wurde er zum besten Verteidiger der B-WM und 1993 zusätzlich in das All-Star Team gewählt.
Im Seniorenbereich stand er im Aufgebot seines Landes bei den B-Weltmeisterschaften 2002, 2003 und 2005 sowie den A-Weltmeisterschaften 1994, 2006, 2008 und 2009. Bei der WM 2009 wurde er als einer der besten drei Spieler seines Landes ausgezeichnet.

## Erfolge und Auszeichnungen
| - 1995 CHL All-Rookie Team - 1995 QMJHL All-Star Team - 1997 Teilnahme am AHL All-Star Classic | - 2005 Norwegischer Meister mit Vålerenga IF - 2006 Norwegischer Meister mit Vålerenga IF - 2007 Norwegischer Meister mit Vålerenga IF |

### International
| - 1993 All-Star Team der U20-Junioren-B-Weltmeisterschaft - 1993 Bester Verteidiger der U20-Junioren-B-Weltmeisterschaft - 1994 Bester Verteidiger der U20-Junioren-B-Weltmeisterschaft | - 1995 Bester Verteidiger der U20-Junioren-B-Weltmeisterschaft - 2005 Aufstieg in die Top-Division bei der Weltmeisterschaft der Division I |

## Karrierestatistik
(Legende zur Spielerstatistik: Sp oder GP = absolvierte Spiele; T oder G = erzielte Tore; V oder A = erzielte Assists; Pkt oder Pts = erzielte Scorerpunkte; SM oder PIM = erhaltene Strafminuten; +/− = Plus/Minus-Bilanz; PP = erzielte Überzahltore; SH = erzielte Unterzahltore; GW = erzielte Siegtore; 1 Play-downs/Relegation; Kursiv: Statistik nicht vollständig)